# راسکال فلتز
راسکال فلتز (انگلیسی: Rascal Flatts) یک گروه موسیقی کانتری تشکیل‌شده در کلمبوس، اوهایو در سال ۱۹۹۹ متشکل از سه عضو است.